# Diopsis
Diopsis är ett släkte av tvåvingar. Diopsis ingår i familjen Diopsidae.

## Dottertaxa tillDiopsis, i alfabetisk ordning[1]
- Diopsis abdominalis
- Diopsis absens
- Diopsis acanthophthalma
- Diopsis angustifemur
- Diopsis anthracina
- Diopsis apicalis
- Diopsis arabica
- Diopsis aries
- Diopsis atricapilla
- Diopsis atromicans
- Diopsis baigumensis
- Diopsis basalis
- Diopsis chinica
- Diopsis circularis
- Diopsis collaris
- Diopsis confusa
- Diopsis cruciata
- Diopsis curva
- Diopsis dimidiata
- Diopsis diversipes
- Diopsis eisentrauti
- Diopsis erythrocephala
- Diopsis finitima
- Diopsis flavoscutellaris
- Diopsis fumipennis
- Diopsis furcata
- Diopsis globosa
- Diopsis gnu
- Diopsis hoplophora
- Diopsis ichneumonea
- Diopsis indica
- Diopsis leucochira
- Diopsis lindneri
- Diopsis macquartii
- Diopsis macromacula
- Diopsis macrophthalma
- Diopsis maculithorax
- Diopsis melania
- Diopsis micronotata
- Diopsis munroi
- Diopsis neesii
- Diopsis nigra
- Diopsis nigrasplendens
- Diopsis nigriceps
- Diopsis nigrosicus
- Diopsis nitela
- Diopsis orizae
- Diopsis ornata
- Diopsis phlogodes
- Diopsis planidorsum
- Diopsis pollinosa
- Diopsis preapicalis
- Diopsis punctigera
- Diopsis rubriceps
- Diopsis servillei
- Diopsis somaliensis
- Diopsis subfasciata
- Diopsis sulcifrons
- Diopsis surcoufi
- Diopsis terminata
- Diopsis trentepohlii
- Diopsis wiedemanni